# Ariel (hold)
Az Ariel a negyedik legnagyobb az Uránusz huszonhét ismert holdja közül. Az Uránusz egyenlítői síkjában kering, amely szinte merőleges a bolygó pályasíkjára, ezért erőteljes évszakok váltakoznak rajta. Az Arielt William Lassell fedezte fel 1851 októberében és tőle származik a hold neve is. Az égitestről való jelenlegi tudásunk nagy része egyetlen űrszondától, a Voyager–2-től származik, mely 1986-ban repült el az Uránusz mellett, és az Ariel felszínének körülbelül 35%-át feltérképezte.
Az Ariel az Uránusz tizenötödik holdja, a nagy holdak közül a bolygóhoz második legközelebbi, közülük a Miranda utáni legkisebb. A Naprendszer összes ismert holdja közül a 14. legnagyobb. A feltételezések szerint anyagát egyenlő arányban alkotja jég és szikla. Az Uránusz többi holdjához hasonlóan az Ariel feltehetőleg egy akkréciós korongból keletkezett, mely a bolygót keletkezése után ölelte körül. Az Ariel belső szerkezete differenciált, a belső, sziklás magot egy jégköpeny veszi körbe. A hold felszíne kráterekkel tarkított, a hatalmas, keresztül-kasul futó árkok és vetődéses rézsűk arra utalnak, hogy a hold múltjában fontos szerepe lehetett a tektonikus mozgásoknak.

## Felfedezés és elnevezés
Az Arielt William Lassell fedezte fel 1851 október 24-én és egy karakterről nevezte el Alexander Pope A fürtrablás és William Shakespeare A vihar című művéből.
Mind az Arielt, mind a nála valamivel nagyobb Umbrielt Lassel fedezte fel 1851 október 24-én, bár William Herschel, az Uránusz két legnagyobb holdjának, az Oberonnak és a Titániának a felfedezője négy másik holdról is beszámolt, de ez az állítás soha nem nyert bizonyítást és feltehetően hamis volt.
A holdat néha Uránusz I-nek is nevezik.

## Keringés
Az Uránusz öt nagy holdja közül az Ariel a második legbelső, körülbelül 190 000 kilométerre kering a bolygótól. Pályájának excentricitása kicsi, pályája nagyon kis mértékben dőlt az Uránusz egyenlítői síkjához. Keringési periódusa nagyjából 2,5 földi nap, ami megegyezik a forgási idejével. Ez azt jelenti, hogy a hold kötött keringésű, vagyis mindig ugyanazt az arcát mutatja a bolygó felé. Az Ariel pályája teljes egészében az Uránusz magnetoszférájába esik. Azoknak az atmoszféra nélküli holdaknak, melyek egy bolygó magnetoszférájában keringenek a követő féltekéjük – vagyis ami a keringés irányával ellentétes irányba néz – a holddal együtt keringő magnetoszférikus plazmával vannak sújtva. Ez a követő félteke sötétebb színéhez vezethet, melyet az Oberon kivételével az Uránusz összes holdjánál megfigyeltek. Az Ariel a magnetoszférából töltött részecskéket ejt foglyul csökkentve azok számát a pályája mentén.
Mivel az Ariel az Uránuszhoz hasonlóan teljesen az oldalára van dőlve, így napforduló idején az egyik féltekéje teljesen a Nap felé néz, a másik pedig teljesen elfordul tőle. Ez szélsőséges évszakváltakozást eredményez az égitesten: ahogyan a Föld sarkvidékein állandó éjszaka, vagy nappal van a napfordulók közelében, az Ariel pólusain egy fél uránuszi évig (vagyis 42 földi évig) tart egy nappal, vagy éjszaka. A Voyager-2 1986-os látogatása egybeesett a déli félteke nyári napfordulójával, ekkor majdnem a teljes északi félgömb sötétségben volt. 42 évente, az uránuszi napéjegyenlőség idején, amikor a bolygó az egyenlítőjét mutatja a Föld felé, lehetővé válnak okkultációk (fedések) a holdak között. Több ilyen okkultációt megfigyeltek 2006 és 2007 között, köztük az Ariel Umbriel általi fedését 2007 augusztus 19-én.
Jelenleg az Ariel nem áll keringési rezonanciában egy Uránusz-holddal sem, bár a múltban feltehetően fennállt egy 5:3 rezonancia közte és a Miranda között, mely részben felelős lehetett a Miranda fűtéséért. Része lehetett egy 4:1 rezonanciában is a Titániával, melyből később megszökött.

## Összetétel és belső szerkezet

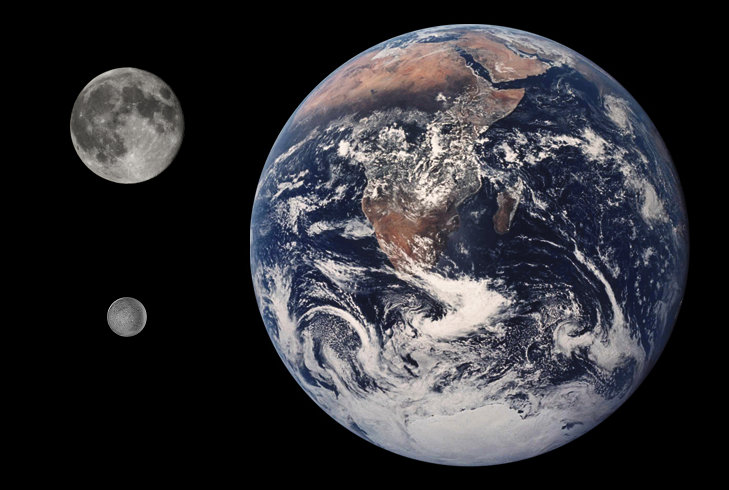
A Föld, a Hold és az Ariel méretbeli összehasonlítása.

Az Ariel az Uránusz negyedik legnagyobb holdja, és lehetséges hogy a harmadik legnagyobb tömegű. Sűrűsége 1,66 g/cm³, ebből arra következtethetünk, hogy nagyjából egyenlő arányban tartalmaz vízjeget és sűrűbb, nem-jeges anyagokat. Ez utóbbiak lehetnek sziklás kőzetek, vagy egyfajta nehéz szerves vegyületekből álló massza, az úgynevezett tholin. A víz jelenlétét infravörös spektroszkópiás vizsgálatok igazolják, melyek kristályos vízjeget mutattak ki a hold felszínén. A vízjég abszorpciós vonalai erősebbek a bolygó vezető féltekéjén, mint a követőn, eme eltérés oka pontosan nem ismert, de lehetséges, hogy a követő féltekének az Uránusz magnetoszférájából származó töltött részecskékkel való erősebb bombázásának tudható be.
A vízjég mellett a másik vegyület, melyet infravörös spektroszkópiával kimutattak a hold felszínén a szén-dioxid, mely főként a követtő féltekén koncentrálódik. Az Ariel volt az első az Uránusz holdjai közül, ahol kimutatták ezt a vegyületet. A szén-dioxid eredete nem tisztázott. Lehetséges, hogy helyileg képződik karbonátokból vagy szerves vegyületekből ibolyántúli sugárzás, vagy az Uránusz magnetoszférájából érkező nagy energiájú részecskék hatására. Ez az elmélet megmagyarázná a követő féltekén való nagyobb CO2 koncentrációt, mivel a követő félteke jobban ki van téve a magnetoszférikus hatásnak, mint a vezető félteke. A holdon lévő szén-dioxid származhat a jég által csapdába ejtett szén-dioxid kigázosodásából, mely a hold korábbi geológiai aktivitásához köthető.
Az Ariel méretéből, összetételéből és az oldott sók és ammónia feltételezett jelenlétéből, melyek csökkentik a víz olvadáspontját, arra következtethetünk, hogy az Ariel belseje két rétegre differenciálódott: egy sziklás magra, melyet egy jeges köpeny vesz körül. Ebben az esetben a mag átmérője 372 kilométer, ami körülbelül 64%-a a hold átmérőjének, tömege pedig hozzávetőlegesen 56%-a a hold teljes tömegének. A hold központjában a nyomás 0,3 GPa körüli lehet. A jeges köpeny állapota nem tisztázott, de egy felszín alatti óceán létezése kizárható.

## Külső hivatkozások
- Ariel profile at NASA's Solar System Exploration site
- AN, 33 (1852) 257/258
- Ariel basemap derived from Voyager images
- Ariel page (including labelled maps of Ariel) at Views of the Solar System
- NASA archive of publicly released Ariel images
- Paul Schenk's 3D images and flyover videos of Ariel and other outer solar system satellites
- Ariel nomenclature from the USGS Planetary Nomenclature web site
- Ted Stryk: Revealing the night sides of Uranus' moons

## Fordítás
- Ez a szócikk részben vagy egészben  az   Ariel (moon) című angol Wikipédia-szócikk ezen változatának fordításán alapul.  Az eredeti cikk szerkesztőit annak laptörténete sorolja fel. Ez a jelzés csupán a megfogalmazás eredetét és a szerzői jogokat jelzi, nem szolgál a cikkben szereplő információk forrásmegjelöléseként.